# Пульс хранителя дверей лабиринта
«Пульс храни́теля двере́й лабири́нта» — пятнадцатый студийный альбом российской рок-группы «Алиса». Выпущен 18 февраля 2008 года. Перед каждой песней было записано перевёрнутое послание для расшифровки смысла. На песню «Власть» был снят видеоклип. Данный альбом, по словам Константина Кинчева, посвящён Виктору Цою:

«Это действительно определённого рода пульсация, которую я сумел поймать и воспользоваться ею, благодаря чему такой альбом и появился на свет. И за это я весьма благодарен Хранителю Дверей Лабиринта».

## История
Основная часть «Пульса хранителя дверей лабиринта» была написана в январе 2007 года. Запись всего альбома проходила в Санкт-Петербурге в студии «КГ звук» при участии Юрия Шлапакова, Евгения Лёвина и Дмитрия Парфёнова. Записью барабанов занимались С. Большаков, Т. Данилина в студии «Наше время» в Москве. Сведение проходило в студии «Topaz» в Кёльне, мастеринг — в «Skayline tonfabric» в Дюссельдорфе.
21 февраля в гипермаркете «ВсеСОЮЗный» (Москва) состоялась автограф-сессия Константина Кинчева, посвящённая выходу альбома. Альбом вышел в год 25-летия группы «Алиса» и 50-летнего юбилея её лидера — Константина Кинчева. В 2009 году «Пульс Хранителя Дверей Лабиринта» был номинирован в премии «Чартова дюжина» в номинации «Альбом», но победу одержать не удалось.

## Список композиций
Все тексты написаны Константином Кинчевым, вся музыка написана Константином Кинчевым, за исключением отмеченного.
| №                   | Название                    | Длительность |
| ------------------- | --------------------------- | ------------ |
| 1.                  | «Солнце на блюдце»          | 5:38         |
| 2.                  | «А тут»                     | 3:46         |
| 3.                  | «Власть»                    | 4:02         |
| 4.                  | «Пересмотри»                | 3:28         |
| 5.                  | «Вот так»                   | 4:28         |
| 6.                  | «Апрель»                    | 4:31         |
| 7.                  | «Горько»                    | 5:05         |
| 8.                  | «Рикошет» (музыка Е. Лёвин) | 3:36         |
| 9.                  | «Что потом»                 | 5:07         |
| 10.                 | «Пересуды»                  | 5:06         |
| 11.                 | «Всё, что я хочу»           | 3:57         |
| 12.                 | «Стать песней»              | 3:23         |
| Общая длительность: | Общая длительность:         | 52:11        |

- «Власть» была презентована слушателям во время концерта в поддержку альбома «Стать Севера» в Лужниках. Песня подверглась резкой критике на Украине, Константину Кинчеву хотели запретить въезд на территорию страны. Перед началом её исполнения лидер группы «Алиса» сделал предисловие: «Эту песню мы хотели приберечь для нашего нового альбома, но она почему-то наделала много шуму на Украине. Наверное, у кого что болит, тот о том и говорит. А мы всего лишь хотели выразить наше отношение к такому понятию, как власть»[7]. На песню был снят видеоклип, режиссёром которого стал Олег Флянгольц.

- «Апрель» дал название весенним концертным программам следующих двух лет.
- «Горько» — премьера песни состоялась 25 января на Нашем радио. В записи приняла участие дочь Константина Кинчева, Вера.
- «Рикошет» (Лёвин / Кинчев) — 21 января компания CD-Maximum предоставила отрывок композиции, который можно было услышать на странице группы на Myspace. После смерти Александра Аксёнова Константину Кинчеву достался его диктофон. При записи песни использовались записи с этого диктофона: в середине композиции можно услышать «Смерть подступает все ближе и ближе — ещё один товарищ покинул нас» — это размышления, посвящённые смерти Свиньи из «Автоматических Удовлетворителей». В конце песни его голос говорит: «Обнимаю, Рикошет».
- «Что потом» была посвящена Алексею Локтеву, тестю Константина Панфилова по его второй супруге Александре Глебовой.
- «Всё, что я хочу» стала завершающей песней концертов «Алисы» на несколько лет.

В 2008 году в эфире передачи «ZВЕЗДО4АТ» на телеканале «A-ONE» Константин Кинчев рассказал, кому посвящён альбом «Пульс хранителя дверей лабиринта».

Год 86, жаркое августовское лето, у меня живёт Башлачёв, Юра Наумов. После очередной попойки я прилёг спать, и снится мне сон: я иду по узкой-узкой тропинке, с одной стороны гора, с другой стороны обрыв. Вверх иду. Навстречу мне толпа весёлых людей, которые мне говорят: «Чё ты вверх идешь, пойдём с нами вниз». Ну я разворачиваюсь и говорю: «Ладно пойдёмте с вами вниз». Там у них пикник, бухло, веселье, танцы-пляски, в общем ну-такая вакханалия. Вдруг я оказываюсь в клетке, и эти люди, которые меня туда пригласили тыкают на меня пальцами, хохочут и впускают ко мне зверя. Причём зверь страшный: голова кабана, туловище волка, а раскрас тигра. Я от этого зверя начинаю карабкаться по сеткам, зависаю, он на меня кидается, но достать не может. Боюсь, но как жест отчаяния бросаюсь на этого зверя, начинается схватка: отрываю голову, по руке течёт чёрная кровь, клетка растворяется, люди растворяются и убегают. Вижу водоём, бросаю туда голову, она превращается в маску, зелёная маска медленно опускается на дно, и возникает некий лабиринт, в который я вхожу. Раз повернул, два повернул: запутался, выхода нет. И такая длинная анфилада с кучей дверей, а перед этой анфиладой стоит человек корейского вида в чёрных одеждах и говорит мне такое странное слово: «Движение и покой, а тебе туда», и показывает дверь, куда мне надо войти. Я туда вхожу и там у меня всё хорошо. Кто этот человек в чёрных одеждах корейского вида высокий, 86 год? Я в 90-м понял кто этот человек: Виктор Робертович Цой. Ему и посвящён весь альбом «Пульс Хранителя Дверей Лабиринта».

## Участники записи
| - Константин Кинчев — вокал, акустическая гитара - Пётр Самойлов — бас, вокал - Евгений Лёвин — гитары - Игорь Романов — гитары - Андрей Вдовиченко — барабаны - Дмитрий Парфёнов — клавиши, петли, эдиты, комп | - Сергей Левитин — гитары, клавиши, комп. (1,7,9,10) - Вера Кинчева — вокал (7) - Юрий Шлапаков — звук - Михаил Рябов, Вячеслав Батогов, Левон Арутюнов — администрация - Александра Панфилова — пресс-атташе |

## Оформление
На титульной часть обложки диска на чёрном фоне изображены название альбома и логотип группы в зеркальном отражении. На обратной стороне таким же образом оформлены названия композиций. Также на обратной стороне нанесено размытое изображение лица Виктора Цоя. Над дизайном работал М. Ганнушкин. Использовались фотографии А. Никитина и Ф. Ратникова.

## Фразы-перевёртыши
Перед каждой песней были записаны зашифрованные послания — афористичные высказывания, проигранные на записи задом наперёд. В замысел входило показать «некое Зазеркалье». Журналисты из «Антидоза» пишут: «Цитаты — это лишь маленькие ключики к дверям переходов, и открыть их не самая трудная задача. Истинное послание лежит глубже, нежели это кажется на первый взгляд — тайн в альбоме бесчисленное множество».
- Солнце на блюдце — Пульс хранителя дверей лабиринта! В движении — покой…
- А тут — Отмечая жизнестойкость опарышей, перестаёшь удивляться назойливости мух…
- Власть — Всматриваясь в глаза вечности, можно сойти с ума от беспечности глядящих под ноги…
- Пересмотри — Посмотришь на него — человек как человек! А внутри город, дымящийся в руинах…[a]
- Вот так — Бесперспективно искать проигравших в драке обречённых на победу…
- Апрель — Званых свобода крылатит силой причастия, открывая двери в чертоги избранных…
- Горько — Выше правды есть любовь, выше закона — милость, выше справедливости — прощение…[b]
- Рикошет — Отчаянно вслушиваясь в интонации братского голоса, смиряюсь, что отныне смогу утолиться лишь эхом…
- Что потом — Иногда верно поставленный вопрос уже является ответом…[c]
- Пересуды — Даже полюса связаны меридианами. Чего уж говорить о параллелях, которые нет-нет, да и пересекутся…
- Всё, что я хочу — Довольствуясь малым, легче заглянуть за горизонт…
- Стать песней — Я хочу прожить жизнь так, чтобы потом не было мучительно больно за бесцельно прожитые годы…[d]

## Издания
В 2008 году CD-Maximum выпустил «Пульс хранителя дверей лабиринта» в трёх вариантах: упрощённом, стандартном (с буклетом на 24 страницы) и подарочном. В комплект подарочного бокса входит буклет с текстами песен и бонус-видео: клип на песню «Власть».
В 2009 году Real Records переиздал 17 номерных альбомов «Алисы» в большом картонном боксе. Издания в формате Digipack дополнены бонус-треками из концертных альбомов.
В 2012 году вышел виниловый диск (обычный гигант + миньон), такое издание объясняется тем, что по времени альбом не вместился на один диск гигант. Выпускающий лейбл - «МируМир».
В июне 2014 года был переиздан в виде подарочного издания фирмой «Мистерия звука».

## Концерты
Во время санкт-петербургского концерта в поддержку альбома использовались различные спецэффекты. На большом экране транслировались изображения, приоткрывающие смысл песен: во время исполнения «Солнце на блюдце» — солнце заслонялось непроницаемым чёрным пятном яйцевидной формы, во время «А тут» экран осветился молниями. На песне «Власть» Константин Кинчев был поднят вверх на трибуне, и на зрителей полилась пена. На песне «Горько» Константин Кинчев заметил, что «високосный год начал потихоньку забирать… Вот уже и Летова не стало», а на экране появился Александр Аксёнов, и чуть позже череп. Во время небольшого перерыва зрителям было представлено лазерное шоу: «крутящиеся кубы превращались в бегущих человечков, из бесконечного лабиринта выводили неоновые кресты. Наконец, всё слилось в стилизованную под звезду букву „А“ внушительных размеров».
Накануне презентации «Пульса хранителя дверей лабиринта» Константин Кинчев говорил о том, что был бы рад отыграть концерт в поддержку сербов по вопросу Косово. Вскоре директору группы Михаилу Рябову позвонил человек, предложивший организацию концерта в Белграде. Изначально планировалось провести мероприятие 9 мая, но по техническим причинам дата была перенесена на 28 июня, день когда Сербия оплакивает погибших в битве 1389 года. Мэр города пообещал перекрыть все улицы во время концерта в центре города на Площади Свободы под лозунгом «Косово — часть Сербии». Кроме «Алисы» в концерте приняли участие две местные группы. Помимо других песен «Алиса» исполнила «Небо славян» и «Непокорные».

## Отзывы
Наталья Ярмухаметова и Дмитрий Яшин из журнала «Антидоз» пишут: «музыка „Пульса“ пронзительна и откровенна, звучание целомудренно и прекрасно. Она будто подхватывает и несёт вперед, вызывая прилив необыкновенной богатырской силы. Да и Кинчев настолько щедро делится со слушателями своей безудержной энергией, что каждый вслед за ним соглашается: „наше дело — ветром в чистом поле петь да гулять, да звенеть лучами звезды“».

## Комментарии
1. ↑  Данная фраза использовалась при оформлении альбома «Дурень»
2. ↑  Данную фразу Константин Кинчев услышал от актёра Евгения Леонова
3. ↑  Представляет собой перефразирование цитаты из рассказа «Верный вопрос» Роберта Шекли
4. ↑  Цитата из произведения Николая Островского «Как закалялась сталь». Также звучала в финале песни «Меломан» в альбоме «Энергия»